# Pintor de Bucci

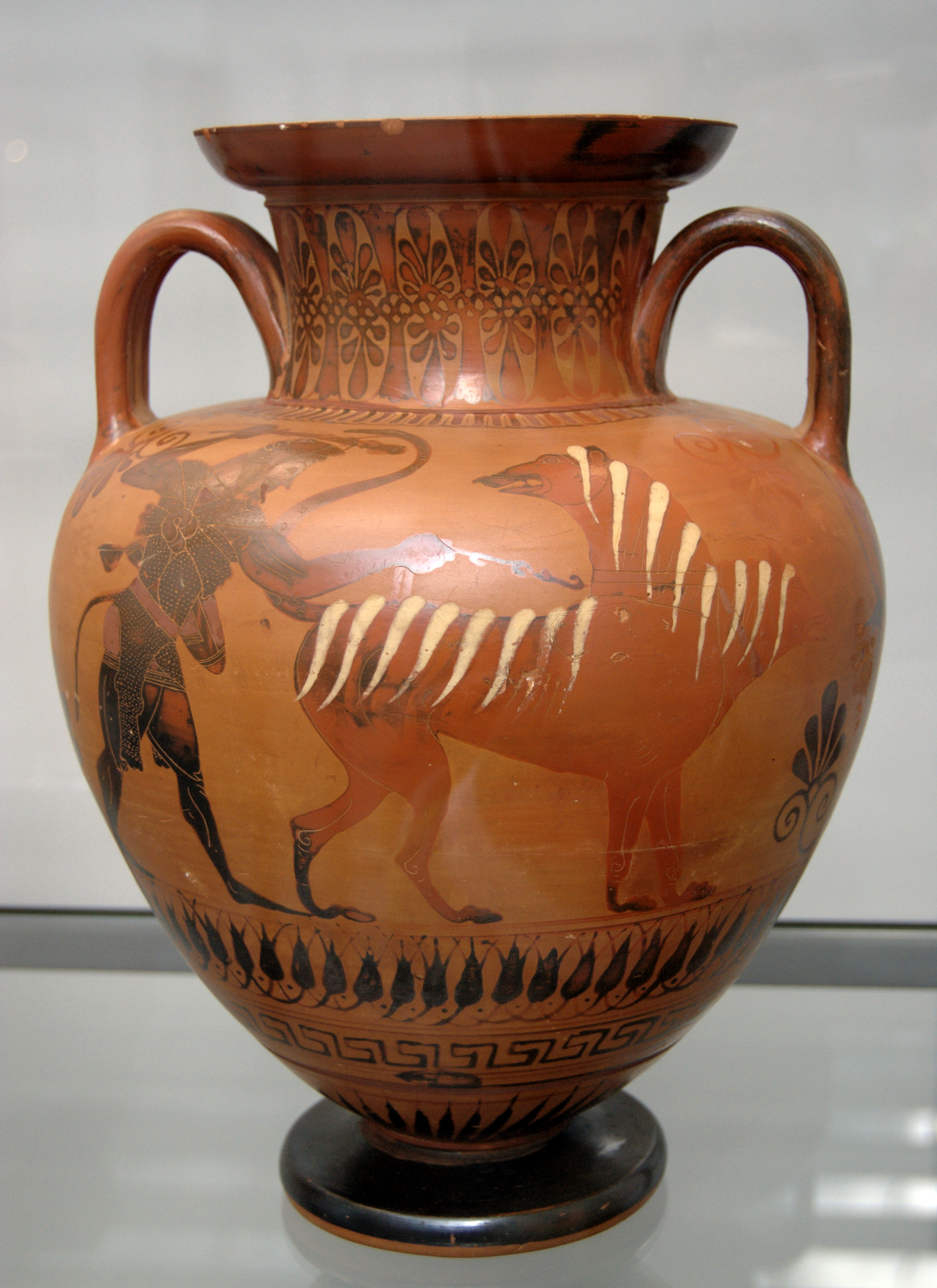
Heracles conduce a Cerbero ante él. La bestia tiene un aspecto amenazante, gira una cabeza hacia atrás y tiene su cola de serpiente erecta. Ánfora de cuello, c. 540 a. C.

El pintor Bucci es el nombre convenido de un pintor ático de vasos de figuras negras. Las obras están fechadas en el último cuarto del siglo VI a. C.
Pertenece al círculo del Pintor de Antimenes, pero está más cerca del Pintor de Andócides, más antiguo, y sus primeras obras son anteriores al pintor de Antimenes. Decoró formas de vasos similares a las de Antimenes, ánforas e hidrias. Es incomparablemente menos productivo, pero alcanza una calidad similar en sus mejores obras. Ocasionalmente, los pintores del grupo muestran frisos de animales adicionales en sus ánforas de cuello, tomados de los esquemas decorativos de las hidrias y que recuerdan a sus predelas. A veces utiliza columnas para enmarcar sus cuadros, que toma prestadas del mundo de los motivos de las ánforas de los premios de las Panateneas. 